# Jetsadakorn Hemdaeng
Jetsadakorn Hemdaeng (tiếng Thái: เจษฎากร เหมแดง), sinh ngày 2 tháng 3 năm 1986) còn được biết với tên đơn giản Buaw (tiếng Thái: บัว) là một cầu thủ bóng đá người Thái Lan thi đấu ở vị trí hậu vệ phải cho câu lạc bộ Giải bóng đá Ngoại hạng Thái Lan Ubon UMT United.

## Sự nghiệp câu lạc bộ
Jetsadakorn bắt đầu sự nghiệp với Chonburi. Anh thi đấu cho Chonburi ở vòng bảng Giải vô địch bóng đá các câu lạc bộ châu Á 2008. Năm 2012, anh được cho mượn đến Wuachon United, sau lượt về của Giải bóng đá Ngoại hạng Thái Lan 2012 anh trở lại Chonburi. Cuối mùa giải 2013 anh chuyển đến Bangkok Glass, đây là lần chuyển vĩnh viễn đầu tiên của anh từ Chonburi.

## Sự nghiệp quốc tế
Năm 2012 Jetsadakorn ra mắt cho Thái Lan trước Bhutan trong trận giao hữu.

### Quốc tế
Tính đến 12 tháng 11 năm 2015
| Đội tuyển quốc gia | Năm  | Số trận | Bàn thắng |
| ------------------ | ---- | ------- | --------- |
| Thái Lan           | 2012 | 1       | 0         |
| Thái Lan           | Tổng | 1       | 0         |

## Danh hiệu

### Câu lạc bộ
Chonburi
- Giải bóng đá Ngoại hạng Thái Lan (1): 2007
- Cúp Hiệp hội Bóng đá Thái Lan (1): 2010
- Cúp Hoàng gia Kor (3): 2008, 2009, 2011

Bangkok Glass
- Cúp Hiệp hội Bóng đá Thái Lan (1): 2014